# 池田仲央
池田 仲央（いけだ なかてる）は、因幡鹿奴藩（鳥取東館新田藩）の第2代藩主。

## 経歴
元禄5年（1692年）11月1日、初代藩主・池田仲澄の次男として鳥取で生まれる。元禄16年（1703年）9月6日、父の隠居により家督を継ぐ。
宝永3年（1706年）12月19日に従五位下・豊前守に叙位・任官する。享保17年（1732年）9月に摂津守に遷任する。
朝鮮通信使や公家の接待、江戸城御門番など、幕府の公役に従事した。また、文学の奨励にも尽力した。
宝暦3年（1753年）1月11日、鳥取で死去した。享年62。跡を長男・仲庸が継いだ。
曽祖父の徳川頼宣は徳川家康の十男であるため、仲央は家康の玄孫に当たる。

## 系譜
- 父：池田仲澄
- 母：中川氏
- 側室：五月氏
  - 長男：池田仲庸
- 生母不明の子女
  - 女子：輝子（松平定温正室）
  - 女子：邦子
  - 次男：池田央章
  - 三男：鵜殿央堯
  - 四男：池田利久
  - 男子：池田庸熈（池田喜以の婿養子）